# Rubus anatolicus
Rubus anatolicus là loài thực vật có hoa trong họ Hoa hồng. Loài này được Focke miêu tả khoa học đầu tiên năm 1886.

## Hình ảnh

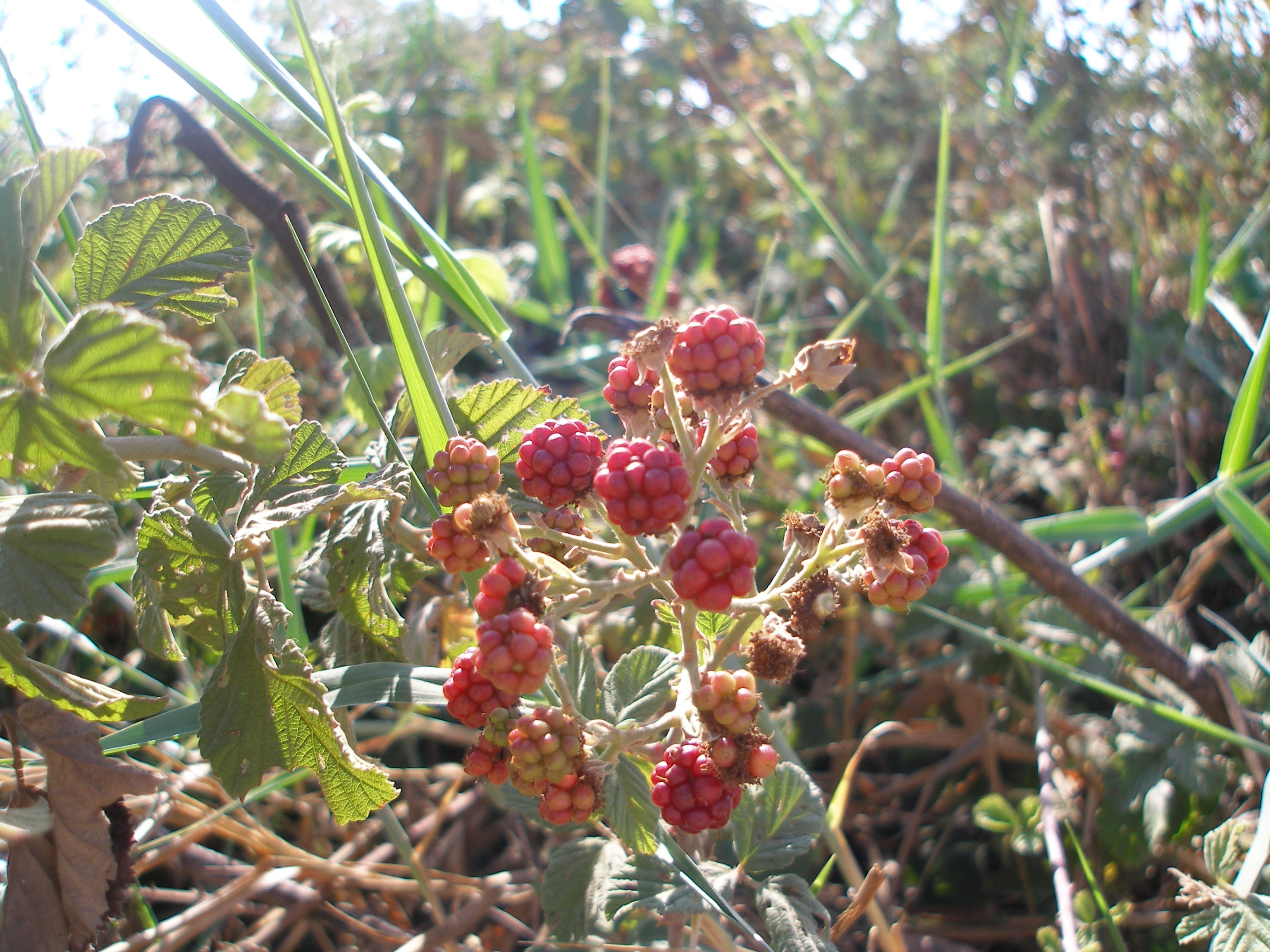
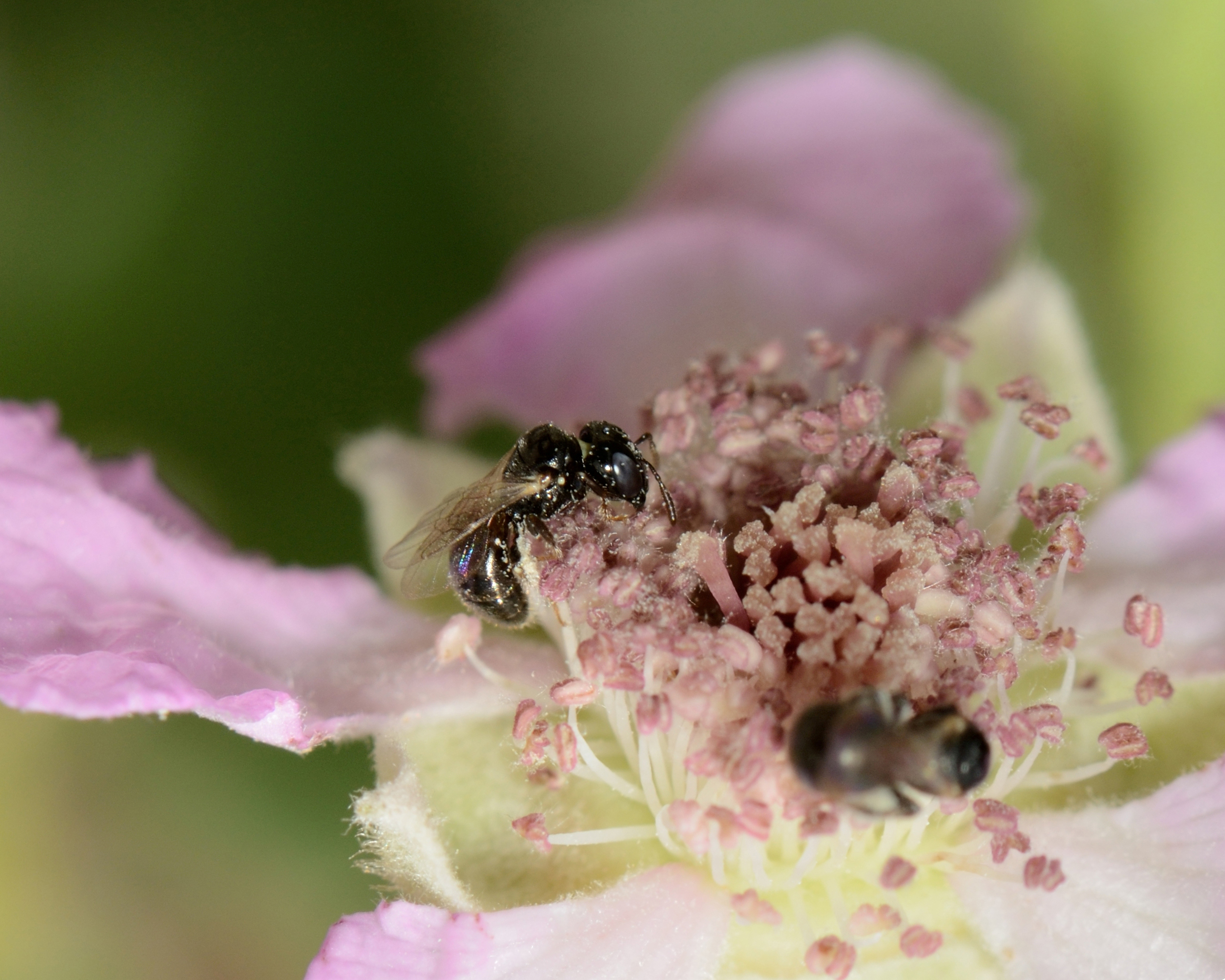
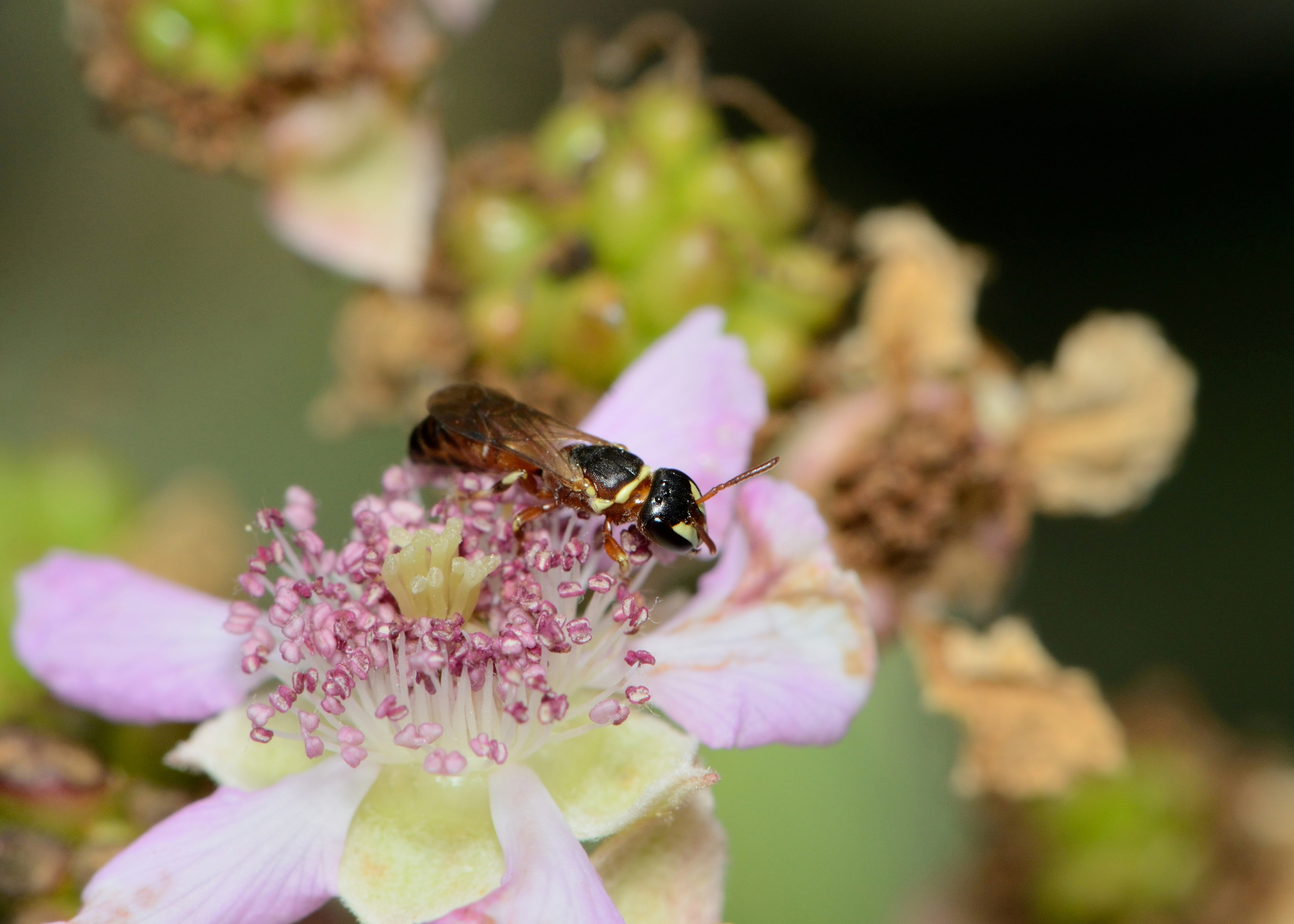
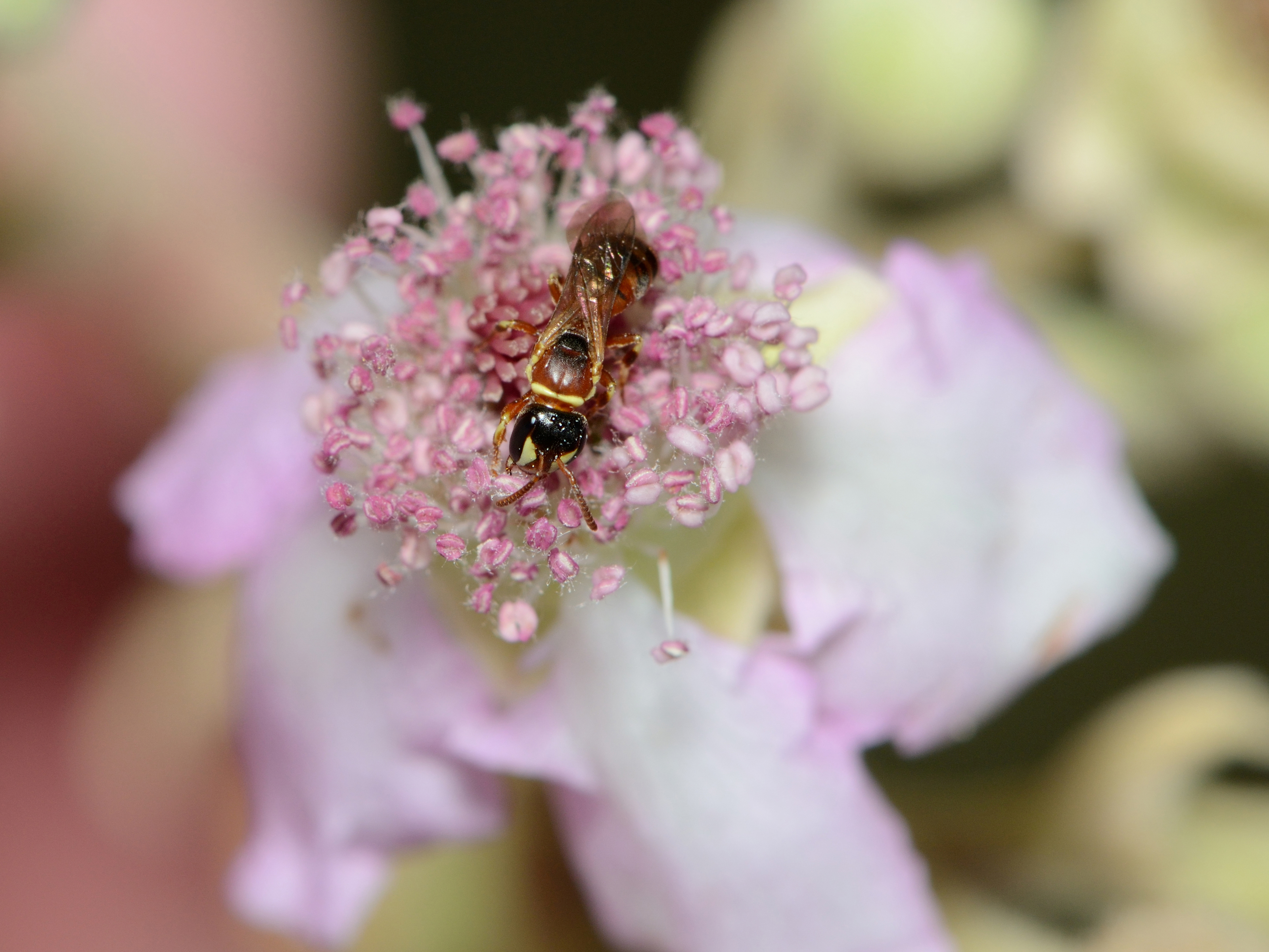